# Sicherheitspolizei
Sicherheitspolizei (Sipo, "Sikkerhedspolitiet") var en betegnelse brugt om de to dele af Schutzstaffels efterretnings- og sikkerhedstjeneste, Gestapo og Sicherheitsdienst (SD) mellem 1934 og 1939.
Navnet blev indført i forbindelse med, at Gestapo og SD blev underlagt samme chef, Reinhard Heydrich. I praksis var de to organisationer ofte i konflikt med hinanden, ikke mindst fordi Heydrich mente, at SD var inkompetent og derfor overlod mange opgaver, som egentlig lå under SD til Gestapo.
I 1936 blev Ordnungspolizei (ORPO) og Reichskriminalpolizei (Kripo) oprettet. Sipo blev da defineret som det øverste organ af de tre statslige politistyrker. 
I 1939 blev Reichssicherheitshauptamt (RSHA) oprettet, og Sipo ophørte med at eksistere som et reelt organ. Betegnelsen var dog fortsat i brug på lokalt niveau som f.eks. i titelen Inspektor des Sicherheitspolizei und SD. Sådanne inspektører var underlagt både RSHA og lokale SS- og politiledere.
Efter anden verdenskrig blev nogle dele af DDRs hemmelige politi omtalt som Sicherheitspolizei.
52°31′N 13°23′Ø / 52.51°N 13.38°Ø